# شبگیر پولادیان
جلیل شبگیر پولادیان(زادهٔ ۱۳۳۴ خورشیدی، رستاق ولایت تخار) از شاعران فارسی‌زبان اهل افغانستان است. 

## زندگی‌نامه
پولادیان دورهٔ مکتب(مدرسه) را در زادگاهش به پایان رسانید و در سال ۱۳۵۶ از رشتهٔ روزنامه نگاری (ژورنالیسم) دانشکده ادبیات و علوم بشری دانشگاه کابل لیسانس گرفت.
شبگیر پولادیان تا سال ۱۳۶۰ در نشریه‌های ادبی در هرات و کابل به روزنامه نگاری اشتغال داشت. سپس در اکادمی علوم افغانستان به حیث کارمند علمی کار می‌کرد. در چارچوب همین موسسه پزوهشی مسئولیت نشر مجله‌های «باستان‌شناسی افغانستان» و «تحقیقات کوشانی» را به دوش داشت. آخرین مسئولیت او در اکادمی علوم افغانستان مسئولیت انتشار نامه پژوهشی «خراسان» نشریهٔ بخش زبان و ادبیات اکادمی بود.
از شبگیر پولادیان چندین دفتر شعر به نامهای «از حماسه تا پندار»، «در اشراق پیوستن»، «در لحظه‌های غربت» و «فراز برج خاکستر» به چاپ رسیده‌است.

## منبع
- فراز برج خاکستر، شبگیر پولادیان، ۱۳۷۴
- https://web.archive.org/web/20140305075340/http://www.partawnaderi.com/Tazaha/NavishtahaiTazah/68.html